# Giovan Battista Nicolosi
Giovan Battista Nicolosi, né le 7 octobre 1610 à Paternò et mort le 19 janvier 1670 à Rome, est un géographe, cartographe, cosmographe et prêtre catholique italien.

## Biographie
Né à Paternò en Sicile le 7 octobre 1610, il avait embrassé l’état ecclésiastique ; il parvint au grade de docteur en théologie, et, par un travail assidu, acquit une connaissance approfondie de plusieurs langues. En 1642 il fut nommé professeur de mathématiques et de géographie à l'Université de Rome. Après avoir passé un certain temps à la cour de Ferdinand-Maximilien, margrave de Bade-Bade, il alla à Rome et fut nommé un des chapelains de la Basilique Sainte-Marie-Majeure.
Nicolosi publiait à Rome, en 1660, une série de grandes cartes à méridiens et parallèles circulaires d'après un système dans lequel, l'équateur et le méridien moyen étant rectilignes et automécoïques, les parallèles divisent les méridiens extrêmes en parties proportionnelles aux différences de latitude. La projection de Nicolosi fut adoptée en France par Pierre Duval en 1676, par Delisle en 1714, et par d'autres géographes ; en 1794, elle fut adoptée en Angleterre par Arrowsmith, dont elle prit souvent le nom, ainsi que celui de projection globulaire.
Nicolosi mourut à Rome le 19 janvier 1670.

## Œuvres

Projection de Nicolosi

- Giovan Battista Nicolosi, per Manelfo Manelfi, Teorica del globo terrestre et esplicatione della Carta da Navigare, Roma, 1642 (lire en ligne)
- Giovan Battista Nicolosi, Nella stamperia di Vitale Mascardi, Dell'Hercole e studio geografico, vol. 1, Roma, 1660 (lire en ligne)
- Giovan Battista Nicolosi, Nella stamperia di Vitale Mascardi, Dell'Hercole e studio geografico, vol. 2, Roma, 1660 (lire en ligne)
- Giovan Battista Nicolosi, Appresso Vitale Mascardi, Guida allo studio geografico, Roma, 1662 (lire en ligne)
- (la) Giovan Battista Nicolosi, typis Michaëlis Herculis, Hercules Siculus sive Studium Geographicum, vol. 1, Roma, 1670 (lire en ligne)
- (la) Giovan Battista Nicolosi, typis Michaëlis Herculis, Hercules Siculus sive Studium Geographicum, vol. 2, Roma, 1671 (lire en ligne)